# 김영길 (성악가)
김영길(金永吉, 일본식 이름: 永田絃次郎(나가타 겐지로), 1909년 9월 7일 ~ 1985년 8월 17일)은 일제강점기부터 활동한 한국 출신의 테너 성악가로 말년에는 조선민주주의인민공화국에서 거주했다.

## 생애
평안남도 중화군에서 태어났다. 숭실전문학교를 졸업하고 일본으로 건너간 뒤, 일본 육군의 육군 도야마 학교 군악대에 들어가 테너 가수가 되었다. 1933년에 일본의 음반 회사인 킹 레코드에서 음반을 취입하여 데뷔했다. 예명은 나가타 겐지로이다.
중일 전쟁과 태평양 전쟁 시기에 군가를 많이 불렀는데, 전시체제라는 시기적 특성상 대중적 인기를 끈 곡이 적지 않았다. 1937년의 〈아침(朝)〉, 1938년의 〈애국행진곡(愛国行進曲)〉, 1939년의 〈애마진군가(愛馬進軍歌)〉, 〈출정하는 병사를 보내는 노래(出征兵士を送る歌)〉가 히트곡이 되었다. 이후에도 킹 레코드의 간판 가수로 활동하며 일본 건국 2600주년을 축하하는 노래 〈기원 2600년(紀元二千六百年)〉, 〈대정익찬의 노래(大政翼賛の歌)〉, 〈바다로 가는 일본(海行く日本)〉 등을 불렀다.
1941년에 내선일체 영화로 대대적인 홍보와 함께 제작된 허영의 《너와 나(일본어: 君と僕)》는 일본에서 먼저 개봉된 영화였다. 이 영화는 내선일체 구호대로 일본인과 한국인이 제작에도 함께 참여했다. 김영길은 이 영화에 문예봉 등 조선 배우와 함께 주요 배역을 맡아 출연했다. 일본인 처녀와 사랑에 빠진 조선인 청년이 애국심에 불타 지원병으로 출전한다는 줄거리의 전형적인 어용 영화이다. 이러한 경력 때문에 2008년 민족문제연구소가 발표한 친일인명사전 수록예정자 명단 중 음악 부문에 포함되었으며 2009년 친일반민족행위진상규명위원회가 발표한 친일반민족행위 705인 명단에도 포함되었다.
이후 후지와라 가극단 소속으로 있으면서 재일본조선인총연합회에서 활동하다가, 재일조선인 북송사업 중인 1960년에 제6차 북송선을 타고 조선민주주의인민공화국으로 갔는데, 일본인 부인과 자녀들도 동반했다. 오페라 《나비 부인》의 핑커튼 역으로 잘 알려진 유명 성악가 김영길의 귀국은 재일 교포의 조선민주주의인민공화국행에 영향을 끼쳤다.
그러나 조선민주주의인민공화국에서의 생활은 잘 알려지지 않았다. 일설에는 조선로동당 간부 앞에서 이탈리아 칸초네인 〈오 솔레 미오〉를 노래했다가 자본주의자로 비판당했다는 이야기가 있다. 일가족 전원이 처형되었다거나 탄광 또는 수용소로 끌려가 사망했다는 설이 나돌기도 했다.
그러다가 2010년 3월 1일에 일본 산케이 신문의 기사에서 김영길이 나중에 조선민주주의인민공화국에서 복권되었고 1985년에 자택에서 향년 75세를 일기로 사망한 사실이 확인되었다. 또한 일본인 아내 사이에서 태어난 아들은 조선민주주의인민공화국의 음악 대학에 재학 중인 것으로 확인되었다. 2009년에는 김영길이 조선민주주의인민공화국으로 가기 직전에 남긴 사진과 색종이가 니가타 시내에서 발견되기도 했다. 2010년 3월 19일 킹 레코드는 김영길이 불렀던 21곡을 CD로 복각한 《되살아난 환상의 명테너 나가타 겐지로(김영길)(甦る幻の名テナー永田絃次郎(金栄吉))》를 발매했다.

## 참고자료
- 이준희 (2003년 8월 25일). “일제 침략전쟁에 동원된 유행가, ‘군국가요’ 다시 보기 (12)”. 오마이뉴스. 2008년 6월 3일에 확인함.